# Синджордже
Синджордже (рум. Sângeorge) — село у повіті Тіміш в Румунії. Входить до складу комуни Бірда.
Село розташоване на відстані 391 км на захід від Бухареста, 40 км на південь від Тімішоари.

## Населення
За даними перепису населення 2002 року у селі проживали 507 осіб.
Національний склад населення села:
| Національність | Кількість осіб | Відсоток |
| -------------- | -------------- | -------- |
| румуни         | 340            | 67,1%    |
| серби          | 66             | 13,0%    |
| цигани         | 47             | 9,3%     |
| українці       | 43             | 8,5%     |
| угорці         | 6              | 1,2%     |
| німці          | 5              | 1,0%     |

Рідною мовою назвали:
| Мова       | Кількість осіб | Відсоток |
| ---------- | -------------- | -------- |
| румунська  | 340            | 67,1%    |
| сербська   | 66             | 13,0%    |
| циганська  | 47             | 9,3%     |
| українська | 43             | 8,5%     |
| угорська   | 6              | 1,2%     |
| німецька   | 5              | 1,0%     |